# Limnophila (Limnophila) subcylindrica
Limnophila (Limnophila) subcylindrica is een tweevleugelige uit de familie steltmuggen (Limoniidae). De soort komt voor in het Australaziatisch gebied.